# Dilworth
Dilworth – miasto w Stanach Zjednoczonych, w stanie Minnesota, w hrabstwie Clay.
Wchodzi w skład obszaru metropolitalnego Fargo-Moorhead, który tworzą też Fargo i West Fargo w stanie Dakota Północna oraz Moorhead w stanie Minnesota.